# 回転変流機

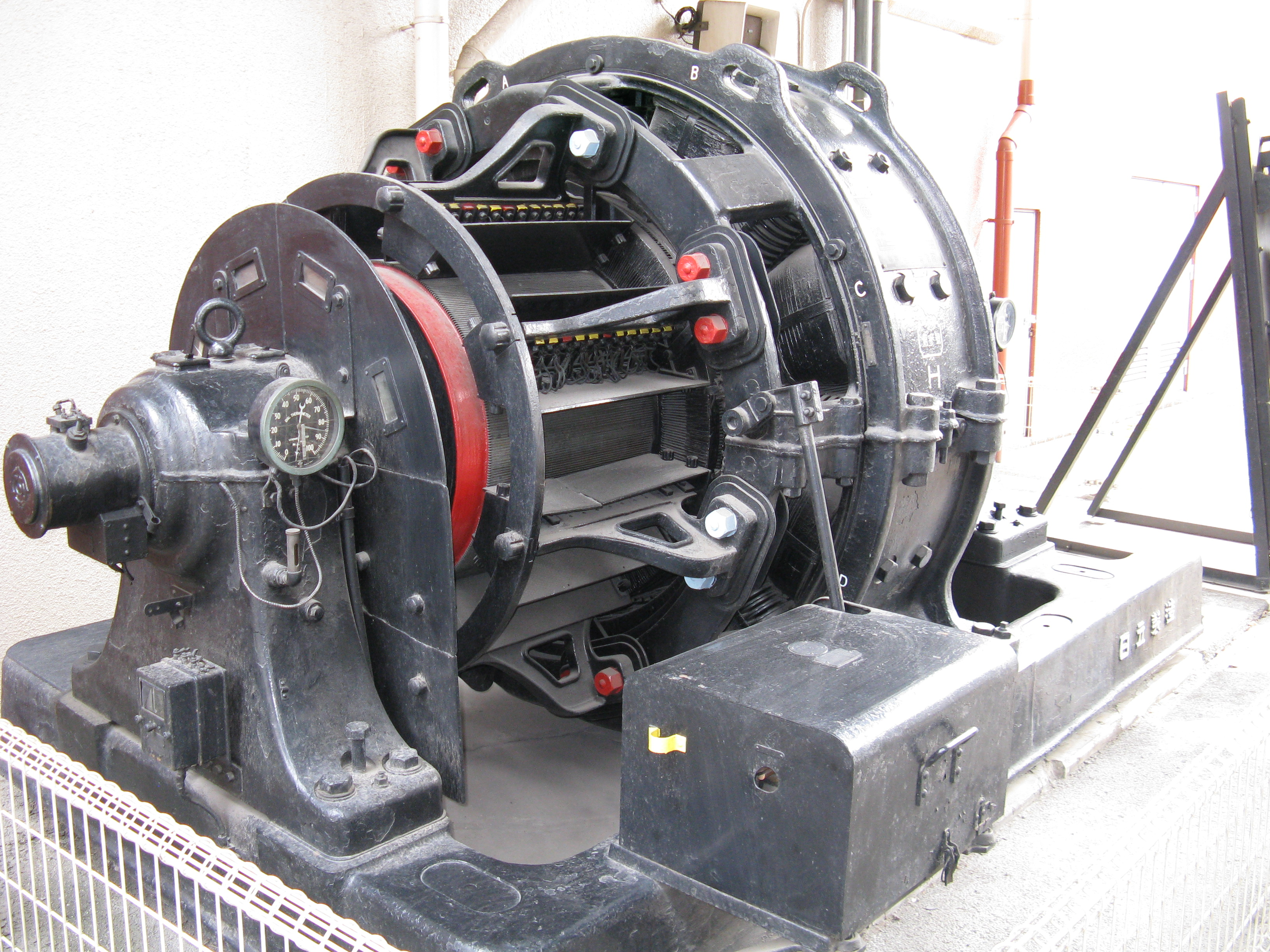
回転変流機

回転変流機（かいてんへんりゅうき、英語: rotary converter）とは、回転機の一種であり、1組の界磁と回転子を用いて交流と直流の変換を行う。ロータリーコンバーターとも。
初期の鉄道の電化おいて、回転機型では「電動発電機」よりも効率の良い「回転変流機」が主に用いられた。

## 概説

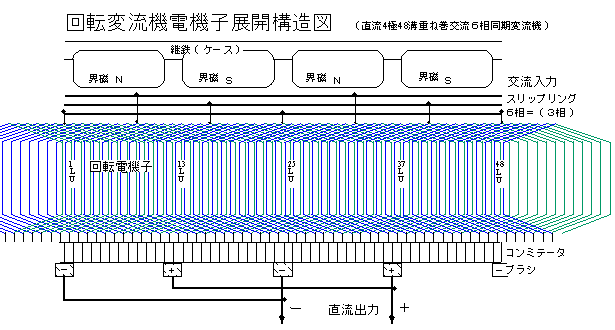
4極48溝三相回転変流機構造図

直流の電力を供給して電動機を回し、その回転力で発電機を回して交流の電力を得る。当然、逆方向の変換も可能である。直流と交流の変換だけでなく、三相交流と単相交流、25Hzの交流と60Hzの交流、電圧の変換など、様々な変換を行える。大型で重い回転子にするとフライホイールとして機能し、電力供給が急増したり途絶えたりした場合の平滑化にも役立つ。

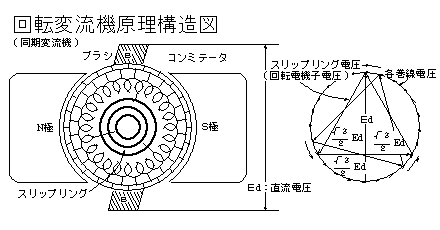
回転変流機基本構造図

回転変流機のテクノロジーは20世紀初めに、より小さくて振動や騒音を伴わず、保守の手間も少ない真空管回路に取って代わられた。現代では、電力用半導体素子を使った回路がその役目を担っている。
回転変流機では回転子と巻線が交直両方で共用されており、直流側リードは各整流子セグメントに繋がれ、2組のブラシで直流負荷側に繋がれる直流電動機・直流発電機の構造で、この巻線から3等配で引き出した交流側リードは、スリップリングを介して三相交流電源側に接続する電機子回転型同期電動機の構造で、巻線が交直共通で電流が相殺され、負荷電流による電機子反作用が交直両巻線で相殺されて、同寸法の電動発電機方式よりも遥かに大きな電力を扱えたことにより、電気鉄道用直流発生装置（変電所）に多用された。
1912年（明治45年）5月11日、信越本線横川 - 軽井沢間の碓氷峠アプト式区間が日本の幹線として初めて直流電化された際に、出力電圧600 Vの回転変流機が使われた。
整流子の絶縁性能の問題で800 Vを超える電圧の回転変流機は安定的に作れなかった。電動発電機も回転変流機も可逆的であり、電源側への電力回生を許容する。